# Kodase, Hosanagara
Kodase là một làng thuộc tehsil Hosanagara, huyện Shimoga, bang Karnataka, Ấn Độ.